# Hotel Warszawski w Krakowie
Hotel Warszawski – czterogwiazdkowy hotel usytuowany w centrum Krakowa, naprzeciw Dworca Głównego, przy ulicy Pawiej 4-6. Jest jednym z najstarszych hoteli w Krakowie, funkcjonuje nieprzerwanie od ponad 100 lat. Kamienica, w której się mieści zbudowana została w stylu eklektycznym z fasadą neoklasycystyczną, w latach 1891-1892 według projektu Karola Knausa.

## Źródło
- Praca zbiorowa, red. prowadz. Joanna Czaj-Waluś Zabytki architektury i budownictwa w Polsce – Kraków, Krajowy Ośrodek Badań i Dokumentacji Zabytków, Warszawa 2007, ISBN 978-83-9229-8-1